# Zaadvarens
Zaadvarens (Pteridospermales, Pteridospermae, Pteridospermopsida of Pteridospermatophyta) is een polyfyletische groep, een vormtaxon van op het eerste gezicht veel op varens gelijkende, uitgestorven planten. De voortplanting geschiedde door middel van zaden. De zaadknop bestaat daarbij uit een door één of twee integumenten omgeven macrosporangium en komt in hun bouw overeen met een nucellus. 
In de zaadknop vinde de ontwikkeling plaats van de macrospore tot macrogametofyt, de bevruchting en de eerste ontwikkeling van de sporofyt tot een zaad.
De oudste fossielen van deze planten zijn bekend uit het Onder Devoon, en in het Carboon kwamen zij weelderig voor. Fossielen zijn bekend van Noordwest Europa (Westfalien B, C, D en het Stephanien), de groep is uitgestorven in het Perm (Rotliegendes).

## Fylogenie
De zaadvarens vormen een polyfyletische groep, met verschillende ordes. Deze ordes en die van de naaktzadigen wisselen elkaar af in de fylogenetische stamboom. In een sterk vereenvoudigde stamboom vormen ze een polyfyletische klasse, die een zustergroep is van de overige zaadplanten.
| Stamboom van de Euphyllophyta, sterk vereenvoudigd schema |
| --- |
| - Euphyllophyta (Kenrick & Crane 1997) - † Stam Trimerophytophyta (Banks 1975) - Lignophyta - Stam Pteridophyta (Schimper 1879), varens - - † progymnospermophyta (Bold & al. 1987) - Spermatophyta, zaadplanten - † zaadvarens, pteridospermofyten - - naaktzadigen, gymnospermen - Stam Angiospermophyta (Berry 1915), bedektzadigen |
| taxonomische groep; benoemde clade (een monofyletische groep) een niet-monofyletische groep |

Indien de polyfyletische groepen worden uitgesplitst, krijgt men de volgende fylogenetische stamboom waarin de herhaalde evolutionaire ontwikkeling van zaadvarens duidelijk wordt.
| Fylogenetische stamboom van de Euphyllophyta |
| --- |
| - Euphyllophyta (Kenrick & Crane 1997) - † Stam Trimerophytophyta (Banks 1975) - - Stam Pteridophyta (Schimper 1879), varens - Lignophyta - † Orde Aneurophytales (→ progymnospermophyta) - - - † Orde Protopityales (→ progymnospermophyta) - † Orde Archaeopteridales (→ progymnospermophyta) - Spermatophyta, zaadplanten - † Klasse Lyginopteridopsida (→ zaadvarens) - - † Klasse Medullosopsida (→ zaadvarens) - - † Klasse Callistophytopsida (→ zaadvarens) - - Stam Cycadophyta (→ naaktzadigen) - - † Klasse Peltaspermopsida (→ zaadvarens) - - - Stam Ginkgophyta (→ naaktzadigen) - - Stam Gnetophyta (→ naaktzadigen) - Stam Coniferophyta (→ naaktzadigen) - - - † Klasse Caytoniopsida (→ zaadvarens) - † Stam Cycadeoidophyta (→ naaktzadigen) - Stam Angiospermophyta (Berry 1915) bedektzadigen |
| benoemde clade (een monofyletische groep) wordt ook gerekend tot een niet-monofyletische groep (→ ...) |

## Geslachten en soorten

### Alloiopteris
- A. erosa (Gutbier, 1835)
- A. goeppertii (Ettinghausen, 1865)
- A. herbstiana (Gothan, 1935)
- A. pinnata (Grand'Eury, 1876)
- A. plumosaeformis (Gothan, 1935)
- A. saraepontana (Gothan, 1915)
- A. sternbergii (Ettinghausen, 1854)
- A. winslowi (White, 1899)

### Alethopteris
- A. bohemica (Franke, 1912)
- A. decurrens (Artis, 1825)
- A. grandini (Brongniart, 1833)
- A. lesquereuxi (Wagner, 1968)
- A. lonchitica (Sternberg, 1825)
- A. serlii (Brongniart, 1828)
- A. westphalensis (Wagner, 1968)

### Calipteridium
- C. pteridium (Schlotheim, 1820)

### Corynepteris
- C. angustissima (Sternberg, 1823)
- C. coralloides (Gutbier, 1835)
- C. erosa (Gutbier, 1843)
- C. essinghii (Andrea, 1866)
- C. similis (Sternberg, 1825)
- C. sternbergii (Ettinghausen, 1854)

### Cyclopteris
- C. fimbriata (Lesquereux, 1854)
- C. orbicularis (Brongniart, 1828)
- C. scissa (Grand'Eury, 1877)
- C. trichomanoïdes (Brongniart, 1830)
- C. virginnia (Meek, 1875)

### Desmopteris
- D. longofolia (Presl, 1838)
- D. robusta (Doubinger, 1956)

### Gangamopteris
- G. buriadica (Feistmantel, 1879)
- G. cyclopteroides (Feistmantel, 1886)
- G. obovata (Caruthers,1869)

### Glossopteris
- G. angustifoloia (Brongniart, 1830)
- G. browniana (Brongniart, 1828)
- G. communis (Feistmantel)

### Karinopteris
- K. acuta (Brongniart, 1829)
- K. daviesii (Kidston, 1925)
- K. dernoncourtii (Zeiller, 1886-1888)
- K. jacquoti (Zeiller, 1886-1888)
- K. loshii (Brongniart, 1828)
- K.soubeiranii (Zeiller, 1886-1888)

### Linopteris
- L. brongniarti (Gutbier, 1835)

### Lyginopteris
- L. bartonecii (Stur, 1877)
- L. fragilis (Brongniart, 1828)

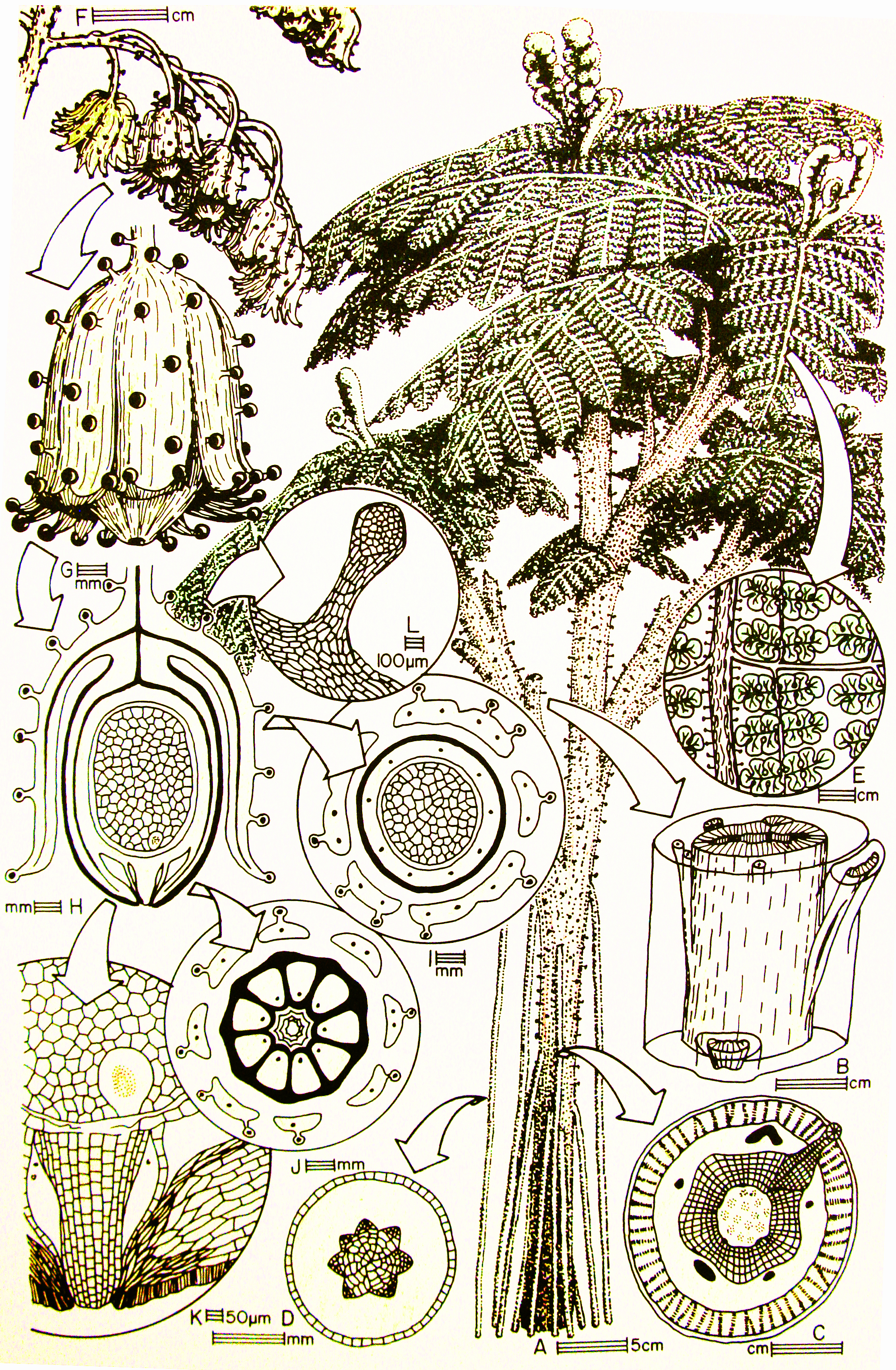
Reconstructie Lagenostoma lomaxii (zaadknoppen), Lyginopteris oldhamiana (stengels), and Sphenopteris hoeningshauseni (blad)

- L. hoeninghausii (Brongniart, 1828)
- L. larischi (Stur, 1877)
- L. oldhamia (Binney, 1866)
- L. stangeri (Stur, 1877)

### Mariopteris
- M. acuta (Brongniart, 1829)
- M. busquetii (Zeiller, 1888)
- M. latifolia (Brongniart, 1828)
- M. muricata (Sternberg, 1826)
- M. nervosa (Brongniart, 1828)
- M. ribeyronii (Zeiller, 1888)
- M. sauveurii (Brongniart, 1833)

### Neuropteris
(oud = Reticulopteris)
- N. antecedens (Stur, 1875)
- N. attenuata (Lindley & Hurton, 1835)
- N. brongniarti (Sternberg, 1833)
- N. decipiens (Lesquereux, 1854)
- N. deorii (Lesquereux, 1854)
- N. heterophylla (Brongniart, 1822)
- N. fimbriata (Lesquereux, 1860)
- N. flexuosa (Sternberg, 1825)
- N. gallica (Zeiller, 1888)
- N. gigantea (Sternberg, 1825)

- N. heterophylla (Brongniart, 1822)
- N. obliquata (Brongniart, 1831-1832)
- N. ovata (Hoffmann, 1826)
- N. plicata (Sternberg, 1825)
- N. pseudogigantea (Potonié, 1893)
- N. rarinervis (Bunburry, 1847)
- N. scheuchzerie (Hoffmann, 1823-1829)
- N. schlehanii (Stur, 1877)
- N. tenuifolia (Sternberg, 1825)

### Odontopteris
- O. alpina (Sternberg, 1833)
- O. brardii (Brongniart, 1825)
- O. cornuta (Lesquereux, 1880)
- O. dufresnoyi (Brongniart, 1830)
- O. genuina (Grand'Eury, 1877)
- O. lindleyana (Sternberg, 1833)

- O. minor (Brongniart, 1828)
- O. obtusa (Brongniart, 1828)
- O. osmundaeformis (Schlotheim, 1804)
- O. schlotheimi (Brongniart, 1828)
- O. subcrenulata (Zeiller, 1888)
- O. wortheni (Lesquereux, 1866)

### Palmatopteris
- P. furcata (Brongniart, 1829)
- P. membranecea (Gutbier, 1835)
- P. spinoza (Goeppert, 1842)
- P. sturii (Gothan, 1913)